# Севт III
Севт III (д/н — 300 до н. е./295 до н. е.) — цар одрисів.

## Життєпис
Син Керсеблепта, царя Східної Фракії. У341 році до н. е. батька було повалено македонським царем Філіппом II. Тодіж було знищено інші частини Одриського царства. Не відчуваючи себе повним господарем фракійських земель й за умови конфлікту зі скіфами, цар Македонії поставив Севта династом над одрисами та деякими східнофракійськими племенами. Втім Севт III визнав зверність македонського царя.
У 336 році до н. е. Севт III ймовірно брав участь у повстанні проти Македонії під час походу царя Александра III проти гетів та трибаллів. Перемога македонян над останніми змусила Севта III без бою знову підкоритися Македонії. Зацих обставин спробував відновити давній союз з Афінами, відправивши 331 року до н.е. на чолі посольства сина Ребула.
У 334 році до н. е. Александр Македонський залишив своїм намісником у Фракії Зопіріона. Той у 325 році до н. е. загинув під час спроби підкорити Ольвію. Цим скористався Севт III для повстання проти македонян. До того ж намісник Македонії Антипатр відволікався на справи в Елладі, а сам македонський цар перебував в перському поході.
Після смерті царя Александра в 323 році до н. е. Севт III виступив проти нового намісника Лісімаха. Відбулися двібитви, що не виявили справжнього переможця, втім зрештою Севт III був змушений визнати владу Лісімаха. У 320 році до н. е. Севт III перемістив двір царства в центр фракійських земель, заснувавши столицю Севтополь. Карбував срібну монету, перекарбовуючи іноді македонські срібні монети з зображеннями царів Філіппа II, Александра, Кассандра і Лісімаха, що свідчить про прагненні відновити незалежність Одриського царства.
У 313 році до н. е. він підтримав Антигона I в його війні з Лісімахом, проти якого також повстали західнопонтійські міста на чолі із Каллатією та Істрією. Проте фракійці та грецькі колонії зазнали поразки. Севт III після запеклого бою на перевалі через Гем вимушений був відступити з великими втратами й невдовзі визнав владу Лісімаха. Ймовірно вимушений був надати останньому допоміжні загони, що брали участь у битві при Іпсі 301 року до н.е. Помер цар одрисів між 300 та 295 роками до н. е. Йому спадкував старший син Котіс II.

## Гробниця
У серпні 2004 року болгарським археологом Георгієм Кітовим неподалік від Софії було виявлено гробницю царя. Біля входу виявлено бронзову статую голови фракійського царя. В середині знайдено довгим коридор, який тягнувся 3 кімнатами, археологи виявили, що гробниця не піддалася розграбуванню і містила велику кількість цінних предметів, зокрема одну золоту корону, мечі, кубки для пиття, поножі, амфори і безліч інших речей. В цілому було виявлено 130 артефактів. Загальна вага знайдених золотих предметів становив близько кілограму. Поховання зв'язали з Севтом III, ґрунтуючись на виявленні його імені на шоломі, знайденому в похоронній камері.

## Родина
1. Дружина — невідома
Діти:
- Котіс
- Ребул

2. Дружина — Береніка, родичка Антигона I
Діти:
- Гебрізелм
- Терес
- Садок
- Садал